# British Home Championship 1887
Navigation
Édition précédente Édition suivante
Le British Home Championship 1886-1887 est la quatrième saison du British Home Championship, la compétition de football regroupant les nations constitutives du Royaume-Uni, l'Angleterre, l'Écosse, l'Irlande et le pays de Galles. L'Écosse remporte pour la quatrième fois consécutivement l'épreuve. Elle reste invaincue. L'Irlande, quant à elle, remporte sa toute première victoire dans la compétition en disposant du pays de Galles sur le score de 4 buts à 1.

## Organisation
Chaque équipe rencontre les trois autres. Les matchs sont disputés dans le stade choisi par la nation qui s'est déplacée lors de leur dernière opposition. Une victoire fait gagner deux points, un match nul, un.

## Compétition

### Classement
| Rang | Équipe         | Pts | J | G | N | P | Bp | Bc | Diff |
| ---- | -------------- | --- | - | - | - | - | -- | -- | ---- |
| 1    | Écosse         | 6   | 3 | 3 | 0 | 0 | 9  | 3  | +6   |
| 2    | Angleterre     | 4   | 3 | 2 | 0 | 1 | 13 | 3  | +10  |
| 3    | Irlande        | 2   | 3 | 1 | 0 | 2 | 5  | 12 | -7   |
| 4    | Pays de Galles | 0   | 3 | 0 | 0 | 3 | 1  | 10 | -9   |

### Matchs
| 5 février 1887 | Angleterre                                        | 7-0   | Irlande | Bramall Lane, Sheffield                                           |                                                                   |
|                | Tinsley Lindley · Fred Dewhurst · William Cobbold | (4-0) |         | Spectateurs : 6 000 Arbitrage : Alexander Hunter (Pays de Galles) | Spectateurs : 6 000 Arbitrage : Alexander Hunter (Pays de Galles) |

| 19 février 1887 | Écosse                                                                         | 4-1   | Irlande              | Hampden Park, Glasgow                                             |                                                                   |
|                 | Willie Watt 5e · Thomas Jenkinson 43e · William Johnstone 55e · James Lowe 75e | (2-1) | Frederick Browne 41e | Spectateurs : 1 000 Arbitrage : Alexander Hunter (Pays de Galles) | Spectateurs : 1 000 Arbitrage : Alexander Hunter (Pays de Galles) |

| 28 février 1887 | Angleterre                                    | 4-0 | Pays de Galles | Kennington Oval, Londres                               |                                                        |
|                 | Tinsley Lindley · William Cobbold · J. Powell |     |                | Spectateurs : 4 500 Arbitrage : Thomas Devlin (Écosse) | Spectateurs : 4 500 Arbitrage : Thomas Devlin (Écosse) |

| 12 mars 1887 | Irlande                                                          | 4-1 | Pays de Galles | Cliftonville Cricket Ground, Belfast |  |
|              | Olphert Stanfield · Frederick Browne · Jack Peden · Joe Sherrard |     | Henry Sabine   |                                      |  |

| 18 mars 1887 | Angleterre                              | 2-3   | Écosse                                               | Leamington Road, Blackburn                               |                                                          |
|              | Tinsley Lindley 32e · Fred Dewhurst 69e | (1-1) | James McCall 30e · Leitch Keir 68e · James Allan 70e | Spectateurs : 12 000 Arbitrage : John Sinclair (Irlande) | Spectateurs : 12 000 Arbitrage : John Sinclair (Irlande) |

| 21 mars 1887 | Pays de Galles | 0-2   | Écosse                                  | Racecourse Ground, Wrexham                                       |                                                                  |
|              |                | (0-1) | William Robertson 40e · James Allan 80e | Spectateurs : 2 000 Arbitrage : Albert Bertram Hall (Angleterre) | Spectateurs : 2 000 Arbitrage : Albert Bertram Hall (Angleterre) |